# Nazionale maschile di hockey su pista dell'Angola
La nazionale di hockey su pista dell'Angola è la selezione maschile di hockey su pista che rappresenta l'Angola in ambito internazionale. Attiva dal 1982, opera sotto la giurisdizione della Federazione di pattinaggio dell'Angola.
È la nazionale africana più titolate; nel suo palmarès può vantare infatti due campionati africani e la partecipazione per dieci volte ai quarti di finale del campionato del mondo con come miglior piazzamento il sesto posto finale nella manifestazione iridita.

## Statistiche dettagliate sui tornei internazionali

### Campionato mondiale
| Edizione                 | Piazzamento      | V | N | P  | Gol   |
| ------------------------ | ---------------- | - | - | -- | ----- |
| Stoccarda 1936           | Non partecipante | - | - | -  | -     |
| Montreux 1939            | Non partecipante | - | - | -  | -     |
| Lisbona 1947             | Non partecipante | - | - | -  | -     |
| Montreux 1948            | Non partecipante | - | - | -  | -     |
| Lisbona 1949             | Non partecipante | - | - | -  | -     |
| Milano 1950              | Non partecipante | - | - | -  | -     |
| Barcellona 1951          | Non partecipante | - | - | -  | -     |
| Porto 1952               | Non partecipante | - | - | -  | -     |
| Ginevra 1953             | Non partecipante | - | - | -  | -     |
| Barcellona 1954          | Non partecipante | - | - | -  | -     |
| Milano 1955              | Non partecipante | - | - | -  | -     |
| Porto 1956               | Non partecipante | - | - | -  | -     |
| Porto 1958               | Non partecipante | - | - | -  | -     |
| Madrid 1960              | Non partecipante | - | - | -  | -     |
| Santiago del Cile 1962   | Non partecipante | - | - | -  | -     |
| Barcellona 1964          | Non partecipante | - | - | -  | -     |
| San Paolo 1966           | Non partecipante | - | - | -  | -     |
| Porto 1968               | Non partecipante | - | - | -  | -     |
| San Juan 1970            | Non partecipante | - | - | -  | -     |
| La Coruña 1972           | Non partecipante | - | - | -  | -     |
| Lisbona 1974             | Non partecipante | - | - | -  | -     |
| Oviedo 1976              | Non partecipante | - | - | -  | -     |
| San Juan 1978            | Non partecipante | - | - | -  | -     |
| Talcahuano 1980          | Non partecipante | - | - | -  | -     |
| Barcelos 1982            | 11º posto        | 2 | 1 | 12 | 52:86 |
| Novara 1984              | Non qualificata  | - | - | -  | -     |
| Sertãozinho 1986         | 7º posto         | 3 | 0 | 6  | 15:30 |
| A Coruña 1988            | 7º posto         | 2 | 1 | 6  | 17:43 |
| San Juan 1989            | 9º posto         | 3 | 2 | 3  | 21:28 |
| Porto 1991               | 10º posto        | 1 | 2 | 5  | 14:27 |
| Sesto San Giovanni 1993̝  | 11º posto        | 1 | 2 | 5  | 22:33 |
| Recife 1995              | Quarti di finale | 3 | 0 | 5  | 22:44 |
| Wuppertal 1997           | Quarti di finale | 2 | 0 | 6  | 14:70 |
| Reus 1999                | Quarti di finale | 2 | 0 | 6  | 15:39 |
| San Juan 2001            | 10º posto        | 2 | 0 | 3  | 27:25 |
| Oliveira de Azeméis 2003 | Quarti di finale | 2 | 0 | 4  | 11:28 |
| San Jose 2005            | Quarti di finale | 2 | 1 | 3  | 32:18 |
| Montreux 2007            | Quarti di finale | 2 | 0 | 4  | 15:24 |
| Vigo 2009                | Quarti di finale | 2 | 1 | 3  | 14:14 |
| San Juan 2011            | Fase a gironi    | 3 | 0 | 3  | 25:20 |
| Luanda 2013              | Fase a gironi    | 4 | 0 | 2  | 26:15 |
| La Roche-sur-Yon 2015    | Fase a gironi    | 4 | 0 | 2  | 28:13 |
| Nanchino 2017            | Quarti di finale | 5 | 0 | 1  | 88:11 |
| Barcellona 2019          | Quarti di finale | 2 | 1 | 4  | 26:31 |
| San Juan 2022            | Quarti di finale | 2 | 0 | 4  | 18:28 |
| Novara 2024              | Quarti di finale | 2 | 0 | 4  | 18:25 |

Dettagli:
- Partecipazioni al Campionato mondiale: 21
- Non partecipante: 25
- Partite disputate: 153
- Vittorie: 51
- Pareggi: 11
- Sconfitte: 91
- Gol fatti: 520
- Gol subiti: 662

### Intercontinental Cup
| Edizione               | Piazzamento      | V | N | P | Gol   |
| ---------------------- | ---------------- | - | - | - | ----- |
| Parigi 1984            | 4º posto         | 6 | 2 | 2 | 61:17 |
| Città del Messico 1986 | Non partecipante | - | - | - | -     |
| Bogotà 1988            | Non partecipante | - | - | - | -     |
| Macao 1990             | Non partecipante | - | - | - | -     |
| Andorra 1992           | 3º posto         | 5 | 0 | 2 | 75:18 |
| Santiago 1994          | 2º posto         | 4 | 1 | 1 | 33:14 |
| Veracruz 1996          | Non partecipante | - | - | - | -     |
| Macao 1998             | Non partecipante | - | - | - | -     |
| Chatham 2000           | Non partecipante | - | - | - | -     |
| Montevideo 2002        | Non partecipante | - | - | - | -     |
| Macao 2004             | Non partecipante | - | - | - | -     |
| Montevideo 2006        | Non partecipante | - | - | - | -     |
| Johannesburg 2008      | Non partecipante | - | - | - | -     |
| Dornbirn 2010          | Non partecipante | - | - | - | -     |
| Canelones 2012         | Non partecipante | - | - | - | -     |
| Canelones 2014         | Non partecipante | - | - | - | -     |
| Nanchino 2017          | Non partecipante | - | - | - | -     |
| Barcellona 2019        | Non partecipante | - | - | - | -     |
| San Juan 2022          | Non partecipante | - | - | - | -     |

Dettagli:
- Partecipazioni al Campionato mondiale B/Intercontinental Cup: 3
- Non partecipante: 16
- Partite disputate: 23
- Vittorie: 15
- Pareggi: 3
- Sconfitte: 5
- Gol fatti: 169
- Gol subiti: 49

### Campionato Africano
| Edizione      | Piazzamento   | V | N | P | Gol  |
| ------------- | ------------- | - | - | - | ---- |
| Luanda 2019   | Campione (1º) | 2 | 0 | 0 | 35:3 |
| Il Cairo 2023 | Campione (1º) | 3 | 0 | 0 | 29:2 |

Dettagli:
- Partecipazioni al Campionato Africano: 2
- Non partecipante: 0
- Partite disputate: 5
- Vittorie: 5
- Pareggi: 0
- Sconfitte: 0
- Gol fatti: 64
- Gol subiti: 5

## Palmarès
- Campionato africano: 2 (record)

Luanda 2019, Il Cairo 2023

## Riepilogo piazzamenti
| Competizione                               |   |   |   | Tot. |
| ------------------------------------------ | - | - | - | ---- |
| Campionato mondiale B/Intercontinental Cup | 0 | 1 | 1 | 2    |
| Campionato Africano                        | 2 | 0 | 0 | 2    |
| Coppa delle Nazioni                        | 0 | 0 | 1 | 1    |
| Generale                                   | 2 | 1 | 2 | 5    |